# موشن کمیک

نمونه یک موشن کمیک متحرک سازی شده از انیمیشن سریالی ابرقهرمانان مارول در دهه ۶۰ میلادی

موشن کمیک یا کمیک متحرک (به انگلیسی: Motion Comic) گونه‌ای از انیمیشن است که در آن عناصری از کتاب‌های مصور و کتاب‌های کمیک در آن گنجانده می‌شود. در برخی از آثار حباب‌های گفتگو، افکت‌های تصویری و پانل‌های کمیک بوکی اضافه یا حذف می‌شوند. علت استفاده زیاد آن‌ها، نزدیکی بیشتر به کمیک بوک هاست و علت حذف آن‌ها، تمرکز بیشتر روی متحرک سازی یا انیمیت اثر می‌باشد. موشن کمیک‌ها معمولاً به صورت سریال یا یک انیمیشن کوتاه ساخته می‌شوند و اغلب داستان آن‌ها برگرفته از کمیک‌ها و رمان‌های گرافیکی می‌باشد.